# Roberto Ojeda Campana
Roberto Ojeda Campana (Cusco, 1 de julio de 1895 - 1983) fue un músico peruano. Fue educado por su padre Mariano Ojeda quien fuera compositor de música sacra y organista de la Catedral.
Estudió en el seminario de San Antonio y en la facultad de Letras de la Universidad San Antonio Abad. En 1923 obtuvo éxito internacional como director musical de la Misión Peruana de Arte Incaico que visitó los países de Bolivia, Argentina y Uruguay.Compuso más de 300 piezas musicales de estilo andino y fue considerado como uno de los "cuatro grandes de la música cusqueña"
Fue profesor de música en varias escuelas de la ciudad del Cusco como el Colegio de Ciencias, el Colegio de la Merced y el Colegio Educandas así como la Sección Normal de la Universidad San Antonio Abad del Cusco, y en diversas Escuelas Fiscales del Cusco (1925-1963)[cita requerida].
Participó como violinista en la Orquesta Filarmónica de Cusco. Fue profesor de guitarra en la Escuela Regional de Música entre 1950 y 1963. Fue fundador y presidente del Centro Qosqo de Arte Nativo, con el que realizó giras artísticas en Bolivia, Chile y Argentina Fue socio fundador del Instituto Americano de Arte y fundador de la Asociación Orquestal Cusco.

## Obras[1]
Entre sus principales composiciones se pueden señalar:
- A ella.
- Adiós.
- Awakuna.
- Cusqueñita.
- Danza agrícola.
- Danza de la flecha (para orquesta sinfónica).
- Danza de la honda (para orquesta sinfónica).
- Danza del quero.
- Danza sagrada.
- El prisionero.
- Flor andina.
- Himno al Cusco.
- Inti Raymi (escala pentatónica).
- La siembra.
- Lejos de ti (marinera).
- Manco II y Choque Illa (drama en quechua).
- Mi Cusco,.
- No me olvides.
- Oscollo (drama en quechua).
- Recuerdos de viaje.
- Tejedoras.
- Tres cantos a Túpac Amaru.
- Wifala.
- Yawar wak`ak (drama en quechua).

Ojeda ha compuesto y captado 96 yaravíes, marineras, danzas y huainos de música cusqueña.
Compuso así mismo un himno a Micaela Bastidas y un himno a Túpac Amaru II. Se le debe también la música del himno al Cusco, compuesta en 1944. Sin duda el más prolífico compositor cusqueño de música andina[cita requerida].

## Premios[1]
- Premio de la Municipalidad de Lima en la Feria de Amancaes.
- Premio de la Asociación Universitaria del Cusco por el drama “Manco II”.
- Primer Premio otorgado por el Instituto Americano de Arte por su obra Danza y huanca agrícola.
- diplomas de honor del Concejo Provincial del Cusco por su labor educacional.
- Palmas magisteriales del Perú, otorgado por el Ministerio de Educación Pública (1960).
- Tarjeta de Oro de la Municipalidad del Cusco.
- Medalla de Oro y pergamino de la Universidad.
- Pergamino de la Sociedad Mutua de Empleados.
- Diplomas de Honor de Radio Cusco, Club de Leones Cusco, Rotary Club y otros, con motivo de haber sido declarado uno de los Cuatro Grandes de la Música Cusqueña.

#### Libros y publicaciones
- Mendoza, Zoila (2006). Crear y sentir lo nuestro: folclor, identidad regional y nacional en el Cuzco, siglo XX (Primera edición). Lima: Fondo Editorial de la PUCP. ISBN 9972-42-770-6.

- Datos: Q9069913